# Ричард Донър
Ричард Донър (на английски: Richard Donner) е американски филмов режисьор и продуцент.

## Биография
Ричард Доналд Шуорцбърг е роден на 24 април 1930 г. в Бронкс, Ню Йорк в семейството на Хати и Фред Шуорцбърг. Ричард има сестра на име Джоун.
Режисира филмите „Поличбата“ (1976), „Супермен: Филмът“ (1978), „Дяволчетата“ (1985), филмовата поредица „Смъртоносно оръжие“ (1987 – 1998), Scrooged (1988), „Маверик“ (1994), „Атентатори“ (1995), „Теория на конспирацията“ (1997) и „16 пресечки“ (2006).

## Избрана филмография
| Година | Филм                               | Оригинално заглавие          | Бележки                                  |
| ------ | ---------------------------------- | ---------------------------- | ---------------------------------------- |
| 1976   | Поличбата                          | The Omen                     |                                          |
| 1978   | Супермен: Филмът                   | Superman: The Movie          |                                          |
| 1980   | Супермен II (режисьорската версия) | Superman II (director's cut) | Ричард Лестър е режисьор на киноверсията |
| 1985   | Дяволчетата                        | The Goonies                  |                                          |
| 1987   | Смъртоносно оръжие                 | Lethal Weapon                |                                          |
| 1989   | Смъртоносно оръжие 2               | Lethal Weapon 2              |                                          |
| 1992   | Смъртоносно оръжие 3               | Lethal Weapon 3              |                                          |
| 1994   | Маверик                            | Maverick                     |                                          |
| 1995   | Атентатори                         | Assassins                    |                                          |
| 1998   | Смъртоносно оръжие 4               | Lethal Weapon 4              |                                          |
| 2006   | 16 пресечки                        | 16 Blocks                    |                                          |